# Edificio del Parlamento de Granada

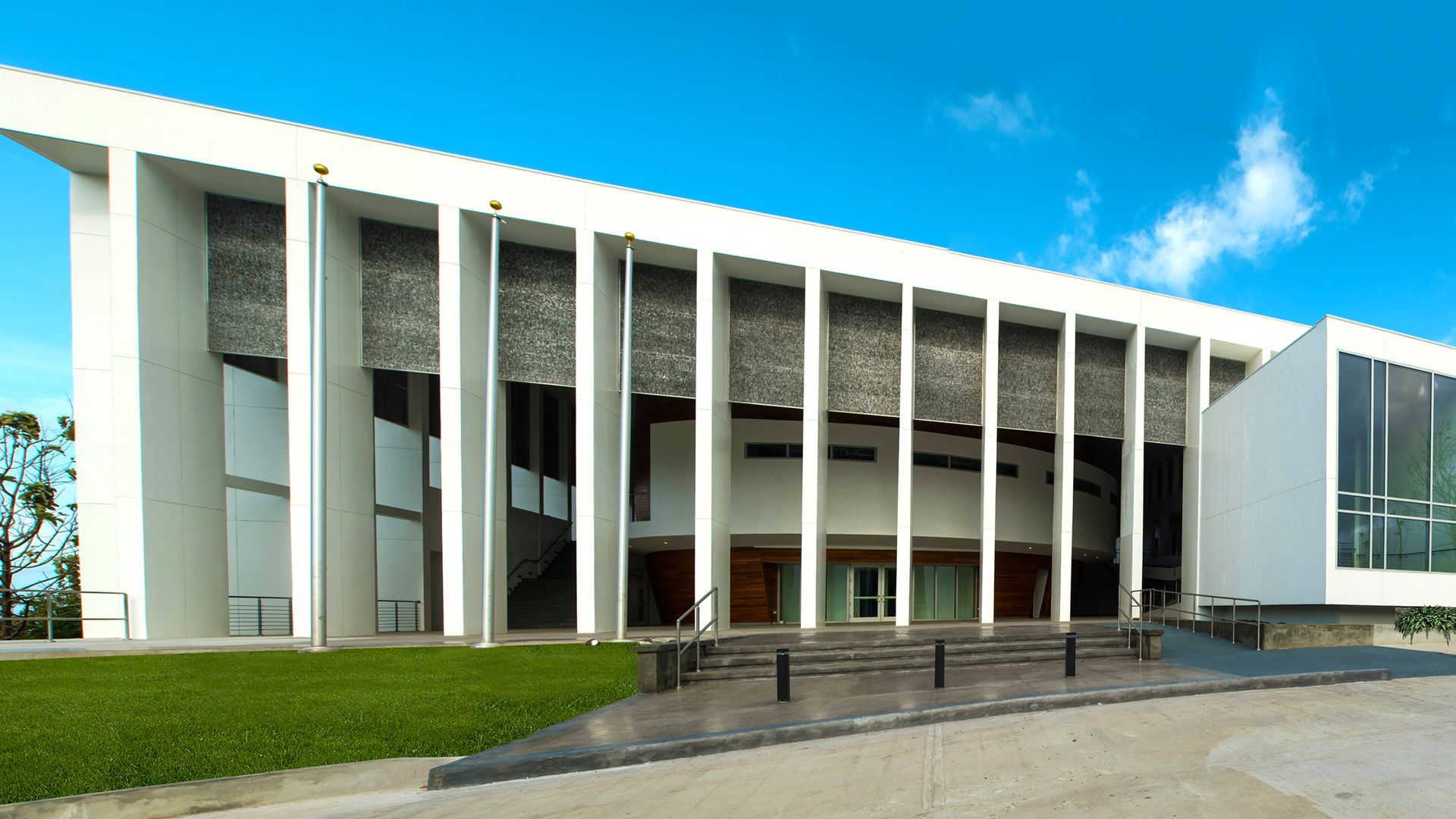
Vista exterior del edificio

El Parlamento de Granada, situado en su capital, St. George's es la sede del Parlamento de Granada. Fue construido para reemplazar la York House, el anterior edificio del Parlamento, que fue destruido por el huracán Iván en 2004. El nuevo edificio está situado en Mount Wheldale, con vistas a la ciudad y a su bahía.
El edificio fue parcialmente financiado por México y los Emiratos Árabes Unidos, y fue diseñado por la empresa granadina COCOA Architecture. El edificio se inauguró oficialmente en junio de 2018.